# ساريب وودفوردي
ساريب وودفوردي (الاسم العلمي:Saribus woodfordii) هو نوع من النباتات يتبع جنس الساريب من الفصيلة الفوفلية.